# ریکاردو الونسو
ریکاردو الونسو (انگلیسی: Ricardo Alonso؛ زادهٔ ۲۱ مارس ۱۹۵۷) بازیکن فوتبال اهل آرژانتین است.
از باشگاه‌هایی که در آن بازی کرده‌است می‌توان به باشگاه فوتبال سن‌خوزه ارث‌کوئیکز اشاره کرد.